# Campeonato Mundial de Ciclismo em Pista de 2004
O CI Campeonato Mundial de Ciclismo em Pista celebrou-se em Melbourne (Austrália) entre 26 e 30 de maio de 2004 baixo a organização da União Ciclista Internacional (UCI) e a Organização Australiana de Ciclismo.
As competições realizaram-se no velódromo Vodafone Arena da cidade australiana. Ao todo disputaram-se 15 provas, 9 masculinas e 6 femininas.

## Medalhistas

### Masculino
| Evento                          | Ouro | Prata                                                                                                 | Bronze |
| ------------------------------- | --- | --- | --- |
| Velocidade individual (30.05)   | Theo Bos · Países Baixos                                                                                   | Laurent Gané · França                                                                                 | Ryan Bayley · Austrália                                                                                   |
| Velocidade por equipas (26.05)  | França · Mickaël Bourgain · Laurent Gané · Arnaud Tournant · 44,394                                        | Espanha · José Antonio Escuredo · Salvador Meliá · José Antonio Villanueva · 44,824                   | Reino Unido · Chris Hoy · Craig MacLean · Jamie Staff · Jason Queally · 44,620                            |
| Perseguição individual (27.05)  | Sergi Escobar Roure · Espanha · 4:19,382                                                                   | Robert Hayles · Reino Unido · 4:20,337                                                                | Robert Bartko · Alemanha · 4:20,928                                                                       |
| Perseguição por equipas (29.05) | Austrália · Peter Dawson · Ashley Hutchinson · Luke Roberts · Stephen Wooldridge · Mark Renshaw · 4:00,322 | Reino Unido · Robert Hayles · Paul Manning · Chris Newton · Bryan Steel · Stephen Cummings · 4:01,841 | Espanha · Carlos Castaño Panadero · Sergi Escobar Roure · Asier Maeztu · Carlos Torrent Tarrés · 4:04,968 |
| 1 km contrarrelógio (27.05)     | Chris Hoy · Reino Unido · 1:01,599                                                                         | Arnaud Tournant · França · 1:01,957                                                                   | Theo Bos · Países Baixos · 1:02,055                                                                       |
| Carreira por pontos (26.05)     | Franck Perque · França · 35 pts.                                                                           | Milton Wynants · Uruguai · 31 pts.                                                                    | Juan Esteban Curuchet · Argentina · 28 pts.                                                               |
| Scratch (28.05)                 | Gregory Henderson · Nova Zelândia                                                                          | Robert Slippens · Países Baixos                                                                       | Walter Pérez · Argentina                                                                                  |
| Keirin (28.05)                  | Jamie Staff · Reino Unido                                                                                  | José Antonio Escuredo · Espanha                                                                       | Ivan Vrba · Chéquia                                                                                       |
| Madison (30.05)                 | Juan Esteban Curuchet · Walter Pérez · Argentina · 7 pts.                                                  | Bruno Risi · Franco Marvulli · Suíça · 5 pts.                                                         | Robert Slippens · Danny Stam · Países Baixos · 18 (-1) pts.                                               |

### Feminino
| Evento                         | Ouro                                   | Prata                                | Bronze                                    |
| ------------------------------ | -------------------------------------- | ------------------------------------ | ----------------------------------------- |
| Velocidade individual (29.05)  | Svetlana Grankovskaya · Rússia         | Anna Meares · Austrália              | Lori-Ann Muenzer · Canadá                 |
| Perseguição individual (28.05) | Sarah Ulmer · Nova Zelândia · 3:31,778 | Katie Mactier · Austrália · 3:34,859 | Yelena Chalyj · Rússia · 3:34,199         |
| 500 m contrarrelógio (30.05)   | Anna Meares · Austrália · 34,342       | Jiang Yonghua · China · 34,675       | Simona Krupeckaitė · Lituânia · 34,788    |
| Carreira por pontos (29.05)    | Olga Sliusareva · Rússia · 39 pts.     | Lado Carrara · Itália · 31 pts.      | Belem Guerreiro Méndez · México · 30 pts. |
| Scratch (30.05)                | Yoanka González Pérez · Cuba           | Mandy Poitras · Canadá               | Olga Sliusareva · Rússia                  |
| Keirin (27.05)                 | Clara Sanchez · França                 | Elisa Frisoni · Itália               | Jennie Reed · Estados Unidos              |

## Medalheiro
| Ordem | País           | Medalha de ouro | Medalha de prata | Medalha de bronze | Total |
| ----- | -------------- | --------------- | ---------------- | ----------------- | ----- |
| 1     | França         | 3               | 2                | 0                 | 5     |
| 2     | Austrália      | 2               | 2                | 1                 | 5     |
| 2     | Reino Unido    | 2               | 2                | 1                 | 5     |
| 4     | Rússia         | 2               | 0                | 2                 | 4     |
| 5     | Nova Zelândia  | 2               | 0                | 0                 | 2     |
| 6     | Espanha        | 1               | 2                | 1                 | 4     |
| 7     | Países Baixos  | 1               | 1                | 2                 | 4     |
| 8     | Argentina      | 1               | 0                | 2                 | 3     |
| 9     | Cuba           | 1               | 0                | 0                 | 1     |
| 10    | Itália         | 0               | 2                | 0                 | 2     |
| 11    | Canadá         | 0               | 1                | 1                 | 2     |
| 12    | China          | 0               | 1                | 0                 | 1     |
| 12    | Suíça          | 0               | 1                | 0                 | 1     |
| 12    | Uruguai        | 0               | 1                | 0                 | 1     |
| 15    | Alemanha       | 0               | 0                | 1                 | 1     |
| 15    | Estados Unidos | 0               | 0                | 1                 | 1     |
| 15    | Lituânia       | 0               | 0                | 1                 | 1     |
| 15    | México         | 0               | 0                | 1                 | 1     |
| 15    | Chéquia        | 0               | 0                | 1                 | 1     |
|       | TOTAL          | 15              | 15               | 15                | 45    |